# Bjelolica utva
Bjelolica utva (lat. Dendrocygna viduata) je utva zdviždara koja se gnijezdi u Subsaharskoj Africi i velikom dijelu Južne Amerike. Staništa su joj slatkovodna i umjetna jezera s obilnom vegetacijom, gdje se patka hrani sjemenkama i drugom biljnom hranom.

## Izgled
Duga je oko 40-45 centimetara. Ova patka ima dug kljun crne boje sa sivim vrhom, te dugu glavu i noge. Ima bijelo lice i krunu, te crn stražnji dio glave. Leđa i krila su tamno-smeđe do crne boje sa svjetlim resama, a donji dijelovi su potpuno crni, osim bokova koji su bijelo-štraftasti. Vrat je kestenjaste boje. Stopala su plavkasto-siva. Nema previše izraženog spolnog dimorfizma.

## Ponašanje
Staništa su joj slatkovodna i umjetna jezera s obilnom vegetacijom, gdje se patka hrani sjemenkama i drugom biljnom hranom, kao i malim vodenim životinjama. Gnijezda gradi u obalnoj vegetaciji ili u udubljenjima stabala. Ženka polaže osam do dvanaest jaja, koja inkubiraju oba roditelja. Inkubacija traje 28 dana.
Inače je jako društvena ptica, te se na omiljenim mjestima u zoru sjati tisuću ili više jedinki, što je jako impresivno vidjeti. Kao što joj i ime kaže, jako je bučna ptica s čistim zviždućim pozivom sastavljenim od tri tona.

## Galerija
- Milwaukee County Zoo
- Na jednoj nozi, Milwaukee County Zoo
- Spavanje na jednoj nozi, Milwaukee County Zoo
- Jurong BirdPark
- Jurong BirdPark
- Jaja Dendrocygna viduata

## Vanjske poveznice
|  | Zajednički poslužitelj ima stranicu o temi Dendrocygna viduata    |
|  | Zajednički poslužitelj ima još gradiva o temi Dendrocygna viduata |
|  | Wikivrste imaju podatke o taksonu Dendrocygna viduata             |